# Seraf

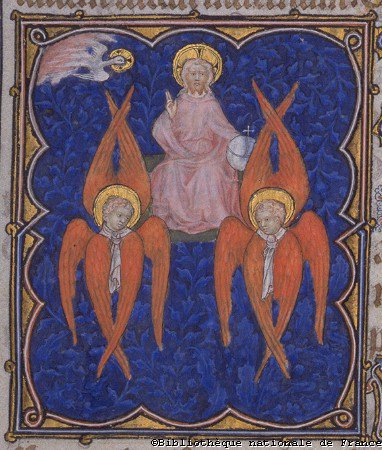
Bůh obklopen serafy (iluminace z Malé hodinky vévody z Berry, 14. stol.)

Seraf (hebrejsky שָׂרָף saraf, plurál שְׂרָפִים serafim) je jeden z řádů nebeských bytostí, o nichž se zmiňuje Starý zákon, konkrétně kniha Izajáš. Přes představy pozdního židovství se ze serafů stal v křesťanství jeden z řádů andělů tzv. kůrů.
|       | Hierarchie andělů podle Pseudo-Dionysia Areopagity              |                     |
| 9 8 7 | Serafové (lat. Seraphim) Cherubové (Cherubim) Trůny (Thronus)   | ANDĚLSKÁ HIERARCHIE |
| 6 5 4 | Panstva (Dominationes) Síly (Virtutes) Mocnosti (Potestates)    | ANDĚLSKÁ HIERARCHIE |
| 3 2 1 | Knížata (Principatus) Archandělé (Archangelus) Andělé (Angelus) | ANDĚLSKÁ HIERARCHIE |
|       |                                                                 |                     |
| 6 5 4 | Biskupové Kněží Jáhni                                           | CÍRKEVNÍ HIERARCHIE |
| 3 2 1 | Zasvěcené osoby Pokřtění křesťané Katechumeni                   | CÍRKEVNÍ HIERARCHIE |

Ve středověké teologii, vycházející především z díla mystika 6. století, Pseudo-Dionýsia Areopagity, tvoří serafové neboli serafíni v hierarchii andělů nejvyšší andělský kůr patřící do první trojice andělských kůrů. Chápou se jako ochránci Božího trůnu, kteří podle Iz 6,3 neustále zpívají Bohu chvalozpěvy: „Svatý, svatý, svatý Pán, Bůh zástupů! Nebe i země jsou plny tvé slávy.“ Tento zpěv se nazývá též hebrejsky Kádóš či řecky trisagion. Podle křesťanské teologie jsou serafové bytosti z čistého světla, jejichž světlo a žár jsou tak prudké, že by smrtelné bytosti v mžiku sežehlo.[zdroj?] Spolu s cherubíny a trůny jsou tyto andělské bytosti nejblíže samotného Boha, tedy v Sedmém nebi přímo u božího trůnu. Jejich název je spojen se slovem, které evokuje hoření či žhavost – proto jsou i oni spojováni s ohněm, který symbolicky znázorňuje jak očistu, tak lásku. Bývají znázorňováni se šesti zářivými křídly (dvěma si zakrývají tvář, dvěma nohy a posledním párem se pohybují). Jejich základním posláním je vstřebávat a odrážet božské světlo dalším andělským kůrům.

## Serafové podle klasického výčtu
- Michael
- Serafiel
- Gabriel
- Metatron
- Uriel
- Nathanael
- Jehoel
- Chamuel (Šemuel)
- Azrael
- Lucifer (před svým pádem)

V umění se o serafech zmiňuje např. známá symbolistická báseň Havran Edgara Allana Poea.